# Организация по безопасности и сотрудничеству в Европе
Организа́ция по безопа́сности и сотру́дничеству в Евро́пе (сокращ. ОБСЕ; англ. Organization for Security and Co-operation in Europe; сокращ. OSCE; фр. Organisation pour la sécurité et la coopération en Europe) — крупнейшая в мире региональная организация, занимающаяся вопросами безопасности. Объединяет 57 стран, расположенных в Северной Америке, Европе и Центральной Азии.

## История
«Совещание по безопасности и сотрудничеству в Европе» было созвано как постоянно действующий международный форум представителей всех европейских государств (кроме Албании и Андорры), а также США и Канады, для выработки мер уменьшения военного противостояния и укрепления безопасности в Европе.
Совещание проводилось в три этапа:
1. 3 — 7 июля 1973 — Хельсинки — совещание министров иностранных дел,
2. 18 сентября 1973 — 21 июля 1975 — Женева — внесение предложений, поправок и согласование текста Заключительного акта,
3. 30 июля — 1 августа 1975 года в столице Финляндии Хельсинки руководители 35 государств-основателей подписали Заключительный акт Совещания по безопасности и сотрудничеству в Европе (Хельсинкские соглашения).

Последующие встречи
Развитие достигнутых договорённостей закреплялось на встречах государств-участников:
- 1977—1978 — Белградская,
- 1980—1983 — Мадридская,
- 1984 — Стокгольмская,
- 1986 — Венская.
- 19-21 ноября 1990 — Парижское совещание глав государств и правительств государств — участников СБСЕ. Здесь была подписана Парижская хартия для новой Европы (провозгласившая окончание холодной войны), заключён Договор об обычных вооружённых силах в Европе (ДОВСЕ), принята совместная декларация 22 государств (членов НАТО и Организации Варшавского договора), создан ныне существующий трёхступенчатый механизм политических консультаций: встречи на высшем уровне, Совет министров иностранных дел (СМИД), Комитет старших должностных лиц. Принят Венский документ ОБСЕ 1990 г. о мерах по укреплению доверия и безопасности.[1]
- 10 сентября — 4 октября 1991 — Московское третье заключительное совещание Конференции по человеческому измерению СБСЕ (первое прошло в 1989 в Париже, второе — в 1990 в Копенгагене). Принят документ, в котором впервые указано, что вопросы, касающиеся прав человека, основных свобод, демократии и верховенства закона, носят международный характер, а обязательства в области человеческого измерения не относятся к числу исключительно внутренних дел государств — членов СБСЕ[2].
- 1992 — Хельсинкская встреча на высшем уровне. Принят документ «Вызов времени перемен», который положил начало превращению СБСЕ из форума преимущественно политического диалога между государствами-участниками в трансрегиональную организацию, ставящую целью поддержание военно-политической стабильности и развитие сотрудничества «от Ванкувера до Владивостока». СБСЕ получила широкие полномочия и возможности принимать меры практического характера для предотвращения и урегулирования локальных и региональных конфликтов.
- 1992 — Стокгольмская встреча Совета МИД. Учреждён пост Генерального секретаря СБСЕ.
- 1993 — Римская встреча Совета МИД. Принята Декларация по агрессивному национализму — источнику современных конфликтов. Создан Постоянный комитет СБСЕ — институт постоянных представителей государств-участников.
- 1994 — Будапештская встреча на высшем уровне. Принято решение о переименовании СБСЕ с 1 января 1995 в ОБСЕ — Организацию по безопасности и сотрудничеству в Европе[3]. Принята политическая декларация «На пути к подлинному партнёрству в новую эпоху», договорённость о начале разработки модели общей и всеобъемлющей безопасности для Европы XXI века, военно-политические договорённости («Кодекс поведения, касающийся военно-политических аспектов безопасности», «Принципы, регулирующие нераспространение» и др.). Принято соглашение «Глобальный обмен военной информацией» в целях контроля над вооружениями.
- 1995 — Будапештская встреча СМИД.
- 2-3 декабря 1996 — Лиссабонская встреча глав государств и правительств государств — участников ОБСЕ. Приняты Декларация лиссабонского саммита и Декларация «О модели общей и всеобъемлющей безопасности для Европы XXI века», в которой подчеркивается необходимость строительства единой, мирной и демократической Европы без разделительных линий. Принят документ об обновлении ДОВСЕ (Договора об обычных вооружённых силах в Европе). По инициативе России государства-участники приняли на себя обязательства проявлять сдержанность в отношении своих военных усилий, включая уровни вооружений и их развёртывания. Приняты документы «Концептуальная база контроля над вооружениями» и «Развитие повестки дня Форума по сотрудничеству в области безопасности», которые закрепили роль контроля над вооружениями в качестве важного инструмента обеспечения стабильности в Европе. В работе ОБСЕ всё заметнее проявляется акцент на конфликтах, существующих на пространстве бывших СССР и Югославии.
- 1997 — Копенгагенская встреча Совета министров иностранных дел ОБСЕ. Принято решение о начале работы над Хартией европейской безопасности.
- 1998 — Встреча СМИД ОБСЕ в Осло. Принята Декларация о роли ОБСЕ в создании новой системы европейской безопасности. В Декларацию вошли положения о полицейских операциях ОБСЕ. На встрече значительное внимание уделено проблемам Косова, конфликтным ситуациям в СНГ.
- 18-19 ноября 1999 — Стамбульская встреча глав государств и правительств государств-участников ОБСЕ. Российскую делегацию возглавил Борис Ельцин. Приняты Хартия европейской безопасности, соглашение об адаптации ДОВСЕ, итоговая Политическая декларация и модернизированный Венский документ по мерам доверия как основа для дальнейшей работы. Россия взяла на себя политические обязательства вывести войска из Грузии и Приднестровья.
- 2000 — встреча СМИД в Вене. Приняты Декларация «О роли ОБСЕ в Юго-Восточной Европе», решение об усилении деятельности ОБСЕ по борьбе с торговлей людьми, одобрен документ по ограничению незаконного оборота и распространения легкого и стрелкового оружия. Ввиду принципиальных расхождений министрам не удалось принять итоговый общеполитический документ встречи — министерскую декларацию.
- 2001 — встреча СМИД в Бухаресте. Приняты министерская декларация, план действий по борьбе с терроризмом, документ об укреплении роли ОБСЕ как форума для политического диалога, заявления по региональным проблемам (Грузия, Молдавия, Нагорный Карабах, Юго-Восточная Европа и Центральная Азия).
- 12 июня 2002 — Лиссабонская международная конференция. Принят заключительный документ «Предотвращение терроризма и борьба с ним» с оценкой роли международных и региональных организаций в противодействии терроризму.
- 2003 — встреча СМИД в Маастрихте (Нидерланды). Утверждены решения в области военно-политической безопасности (об уничтожении излишков обычных боеприпасов, об усилении контроля за распространением переносных зенитно-ракетных комплексов, Руководство по лучшей практике в области легкого и стрелкового оружия). Начиная с 2003, в связи с конфликтом между Россией и рядом стран — членов ОБСЕ политические декларации не принимались. В Маастрихте государственный секретарь США Колин Пауэлл заявил, что Россия должна выполнять Стамбульские соглашения 1999 (о выводе войск из Грузии и Приднестровья) и на это должно быть указано в декларации. Россия заблокировала документ.
- 15 января 2004 — заседание Постоянного совета ОБСЕ — Россия предложила изменить существующий взгляд на ОБСЕ как на «инструмент обслуживания интересов отдельных государств и группировок» и приложить усилия для осуществления главной цели ОБСЕ — создания неделимого общеевропейского пространства безопасности с едиными для всех принципами и правилами.
- 2004 — встреча СМИД в Софии совпала с «Оранжевой революцией» на Украине. Заключительный документ был заблокирован.
- 3 июля 2004 — в Москве было принято заявление стран СНГ, обвиняющее ОБСЕ в «практике двойных стандартов» и «нежелании учитывать реалии и особенности отдельных государств». Россия призвала реорганизовать ОБСЕ и «вернуть её к изначальным принципам». Россия на три месяца блокировала принятие бюджета ОБСЕ на 2005 год, потребовав сократить свою долю в нём, и заявила о нежелании финансировать проекты, противоречащие российским интересам. В итоге доля РФ сохранилась на уровне 9 %.
- 2005 — заседание совета глав МИД в Любляне (Словения) завершилось без принятия итоговой декларации. Продолжается противостояние между Россией и некоторыми членами ОБСЕ, требующими от неё вывода войск из Приднестровья и осуждающими её за готовящийся законопроект о некоммерческих организациях, согласно которому будет ужесточён контроль за ними со стороны государства. Россия, со своей стороны, обрушилась с критикой на деятельность ОБСЕ в последние годы, особенно на деятельность наблюдателей ОБСЕ, обеспечивающих мониторинг выборов в СНГ. МИД России Сергей Лавров представил свой план — «Дорожную карту реформы ОБСЕ». Лавров обвинил наблюдателей ОБСЕ в отсутствии единого стандарта в оценке выборов, заявив, что в последнее время наблюдатели от СНГ и от ОБСЕ дают прямо противоположные оценки выборов, на которых они присутствуют (президентские выборы на Украине, в Молдавии, Кыргызстане, Казахстане). «Дорожная карта реформы ОБСЕ» была принята. На заседании против России выступили страны ГУАМ — Грузия, Украина, Азербайджан и Молдова. Накануне форума ОБСЕ председательство в ГУАМ перешло к Молдавии, и именно она, более других заинтересованная в том, чтобы Россия выполнила «Стамбульские соглашения» (о выводе российских войск из Грузии и Приднестровья), выступила на заседании ОБСЕ от лица ГУАМ. Глава МИД Украины Борис Тарасюк заявил, что страны ГУАМ и впредь будут действовать сообща.
- 5 декабря 2006 — на заседании СМИД ОБСЕ Сергей Лавров впервые заявил о возможности выхода РФ из ОБСЕ, если она не перенесёт акцент своей деятельности с мониторинга соблюдения прав человека на военно-политическое сотрудничество и экономику.
- 26 октября 2007 — Россия, Армения, Беларусь, Казахстан, Кыргызстан, Таджикистан и Узбекистан внесли в ОБСЕ проект резолюции, ограничивающей работу Бюро по демократическим институтам и правам человека. 30 ноября на саммите глав МИД стран ОБСЕ резолюция была отвергнута.
- 16 ноября 2007 — Бюро по демократическим институтам и правам человека ОБСЕ отказалось направлять своих наблюдателей на парламентские выборы в Россию.
- 7 февраля 2008 — Бюро по демократическим институтам и правам человека ОБСЕ отказалось направлять своих наблюдателей на выборы президента России.
- 3 июля 2009 — парламентской ассамблеей ОБСЕ была принята резолюция «О воссоединении разделённой Европы: Поощрение прав человека и гражданских свобод в регионе ОБСЕ в XXI веке».
- 1 декабря 2010 — в городе Астане (Казахстан) после 11 летнего перерыва прошёл саммит ОБСЕ[4].

## Структура

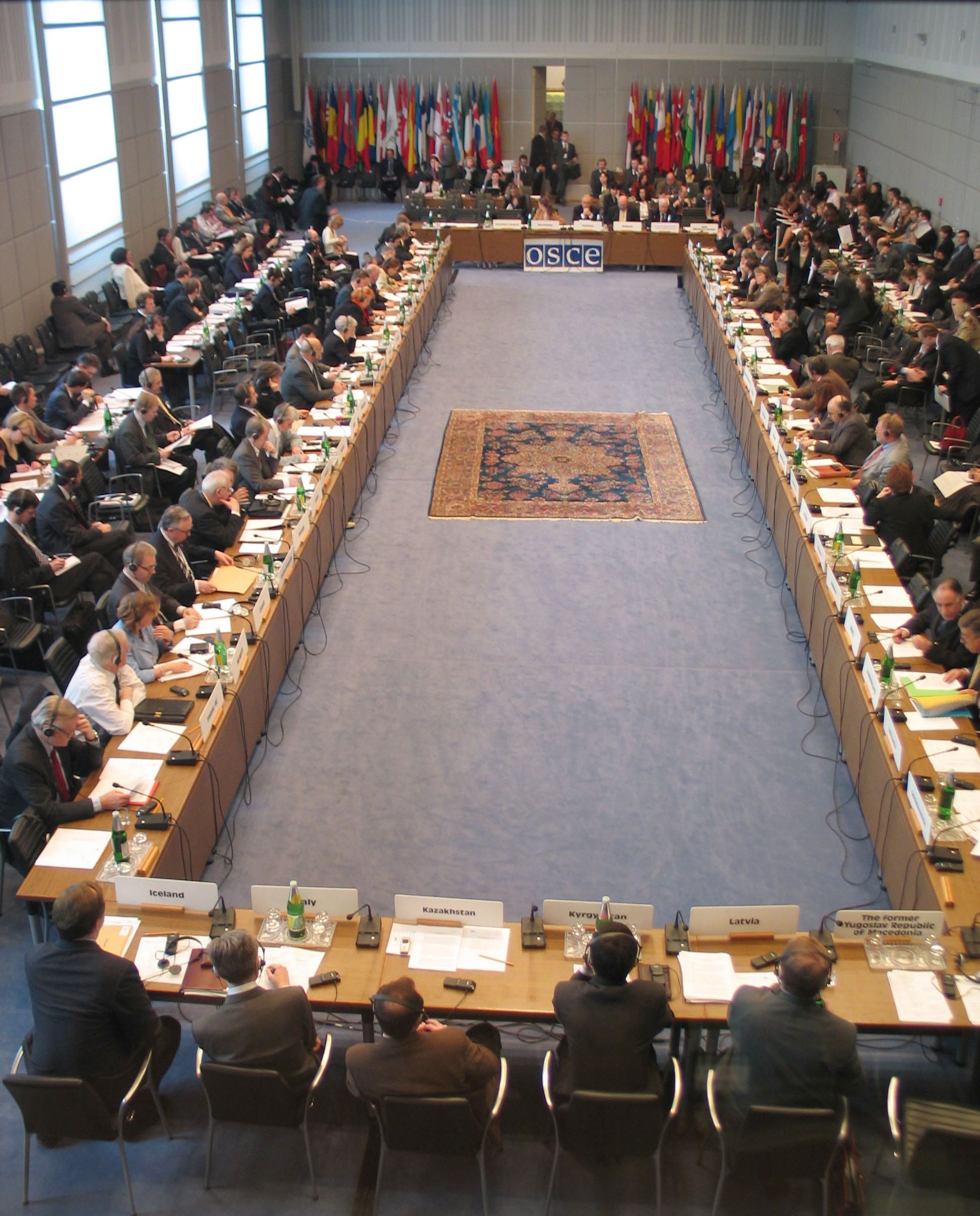
Заседание Постоянного совета ОБСЕ в Вене, 2005 г. Фото Михаила Евстафьева

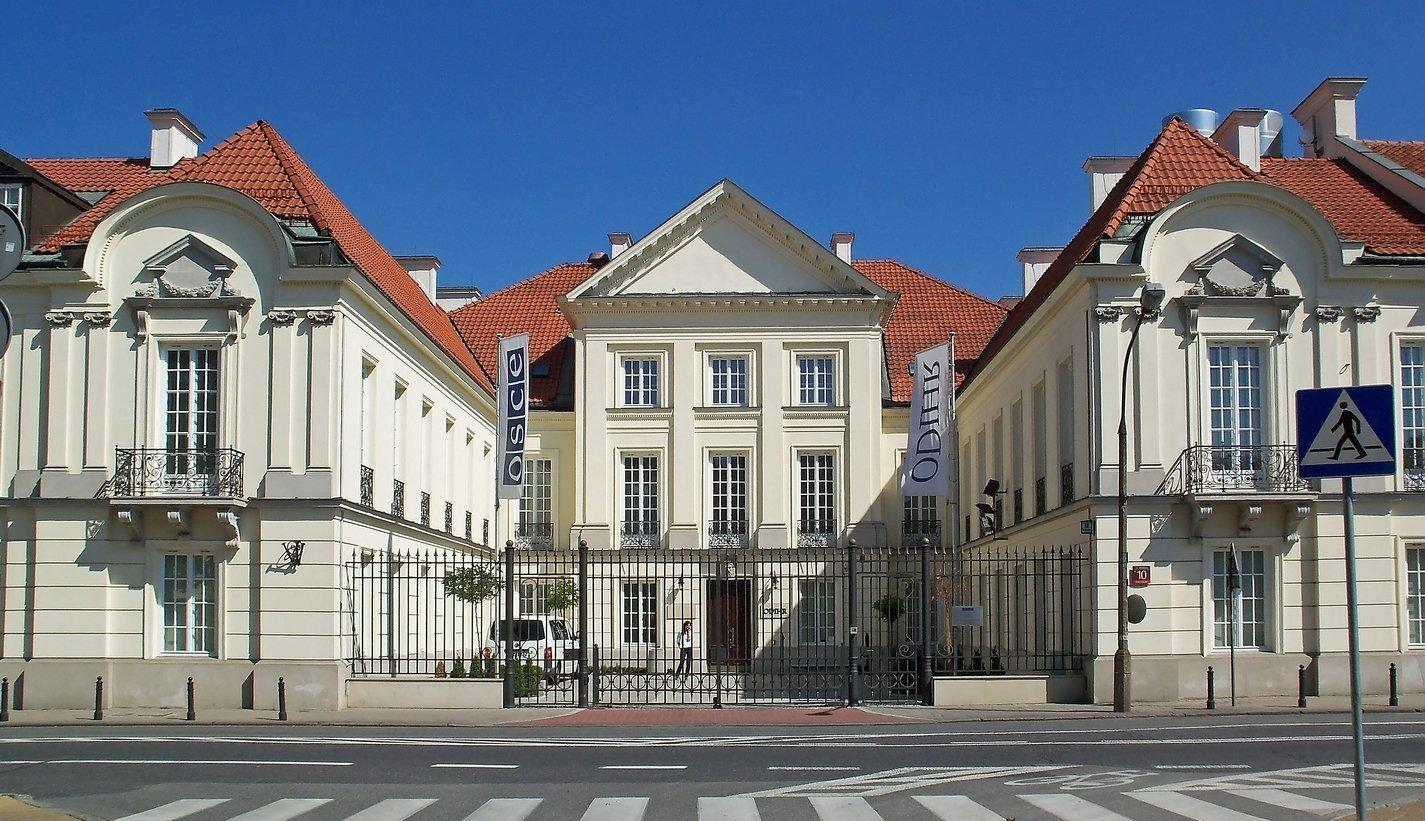
Бюро по демократическим институтам и правам человека в Варшаве. Бюро также назначает контактный пункт по вопросам рома и синти

Основными органами организации являются:
- Саммит (Встреча на высшем уровне) — периодически проводимая встреча глав государств и правительств стран ОБСЕ.
- Совет министров иностранных дел — ежегодная (кроме года встреч на высшем уровне) встреча министров иностранных дел государств — участниц ОБСЕ.
- Постоянный совет под руководством действующего председателя (англ. Chairperson-in-Office, CiO), занимающего этот пост в течение года. Проводит на регулярной основе политические консультации и принимает решения (еженедельно собирается в Вене).
- Форум по сотрудничеству в области безопасности — регулярно обсуждает вопросы контроля над вооружениями и МДБ — мерами по укреплению доверия и безопасности (еженедельно собирается в Вене).
- Верховный комиссар по делам национальных меньшинств
- Бюро по демократическим институтам и правам человека ОБСЕ
- Парламентская ассамблея ОБСЕ
- Представитель по вопросам свободы СМИ — наблюдает за развитием положения в области средств массовой информации в 57 государствах — участниках ОБСЕ.

## Руководство

### Действующий председатель
Действующий председатель (англ. Chairperson-in-Office, CiO; им становится министр иностранных дел страны-председателя) — руководит текущей деятельностью ОБСЕ. Координирует работу учреждений/институтов ОБСЕ. Представляет организацию, наблюдает и содействует разрешению конфликтов и кризисных ситуаций.
В 2010 году действующим председателем ОБСЕ был представитель Казахстана (впервые для республик бывшего СССР), в 2011 году — министр иностранных дел Литвы Аудронюс Ажубалис. В 2012 году председательство в ОБСЕ перешло к Ирландии, а в 2013 году перешло к Украине. На заседании Совета министров ОБСЕ в начале декабря 2013 года в Киеве председателем ОБСЕ в 2014 году была выбрана Швейцария во главе с действующим Президентом страны Дидье Буркхальтером. Федеральный министр иностранных дел Федеративной Республики Германия в 2016 году Франк-Вальтер Штайнмайер стал председателем организации. В 2017 году пост председателя занял Министр иностранных дел Австрии Себастьян Курц. Председательство в 2018 году перешло к Италии. Председателем ОБСЕ стал министр иностранных дел Италии Анджелино Альфано, с 1 июня его сменил Энцо Моаверо-Миланези.

### Генеральный секретарь
Генеральный секретарь — возглавляет Секретариат. Назначается Советом министров сроком на 3 года:
- Вильгельм Хёинк (1993—1996)
- Джанкарло Арагона (1996—1999)
- Ян Кубиш (1999—2005)
- Марк Перрен де Бришамбо (2005—2011)
- Ламберто Заньер (2011—2017)
- Томас Гремингер[англ.] (2017—2020)
- Хельга Шмид (2020—2024)
- Феридун Синирлиоглу (с 2024)

## Государства-участники

### Участники ОБСЕ
| Государство             | Государство      |
| ----------------------- | ---------------- |
| 1. Австрия              | 30. Мальта       |
| 2. Азербайджан          | 31. Молдова      |
| 3. Албания              | 32. Монако       |
| 4. Андорра              | 33. Монголия     |
| 5. Армения              | 34. Нидерланды   |
| 6. Беларусь             | 35. Норвегия     |
| 7. Бельгия              | 36. Польша       |
| 8. Болгария             | 37. Португалия   |
| 9. Босния и Герцеговина | 38. Россия       |
| 10. Ватикан             | 39. Румыния      |
| 11. Великобритания      | 40. Сан-Марино   |
| 12. Венгрия             | 41. Сербия       |
| 13. Германия            | 42. Словакия     |
| 14. Греция              | 43. Словения     |
| 15. Грузия              | 44. США          |
| 16. Дания               | 45. Таджикистан  |
| 17. Ирландия            | 46. Туркменистан |
| 18. Исландия            | 47. Турция       |
| 19. Испания             | 48. Узбекистан   |
| 20. Италия              | 49. Украина      |
| 21. Казахстан           | 50. Финляндия    |
| 22. Канада              | 51. Франция      |
| 23. Кипр                | 52. Хорватия     |
| 24. Кыргызстан          | 53. Черногория   |
| 25. Латвия              | 54. Чехия        |
| 26. Литва               | 55. Швейцария    |
| 27. Лихтенштейн         | 56. Швеция       |
| 28. Люксембург          | 57. Эстония      |
| 29. Северная Македония  |                  |

### Партнёры по сотрудничеству
| Средиземноморские | Год  | Азиатские   | Год  |
| ----------------- | ---- | ----------- | ---- |
| Алжир             |      | Афганистан  | 2003 |
| Египет            | 1995 |             |      |
| Израиль           |      | Южная Корея | 1994 |
| Иордания          |      | Таиланд     | 2000 |
| Марокко           |      | Япония      | 1992 |
| Тунис             |      | Австралия   | 2009 |

## Официальные языки
Официальными языками Организации по безопасности и сотрудничеству в Европе являются:
- английский,
- испанский,
- итальянский,
- немецкий,
- русский,
- французский.

## Сводный бюджет
Сводный бюджет ОБСЕ состоит из двух частей: бюджет Секретариата и институтов, и бюджет полевых операций.
Сводный бюджет ОБСЕ в 2008 году составил 164 168 200 евро. При этом, бюджет Секретариата и институтов был равен 55 692 200 евро и, соответственно, бюджет полевых операций составил 108 476 000 евро.
Сводный бюджет 2009 года был принят на уровне 158 676 700 евро. Из них бюджет Секретариата и институтов — 56 652 900 евро и бюджет полевых операций — 102 023 800 евро.
Сводный бюджет 2010 года был утвержден в размере 152 109 800 евро. Бюджет Секретариата и институтов — 52 736 000 евро и бюджет полевых операций — 99 373 800 евро.

## Официальные документы
- Заключительный акт Совещания по безопасности и сотрудничеству в Европе, 1975 год
- Парижская хартия для новой Европы, 1990 год
- Договор об обычных вооружённых силах в Европе, 1990 год
- Декларация по агрессивному национализму, 1993 год (http://www.osce.org/ru/mc/40405?download=true Архивная копия от 7 июня 2015 на Wayback Machine)
- Хартия европейской безопасности, 1999 год

## Основные цели и задачи

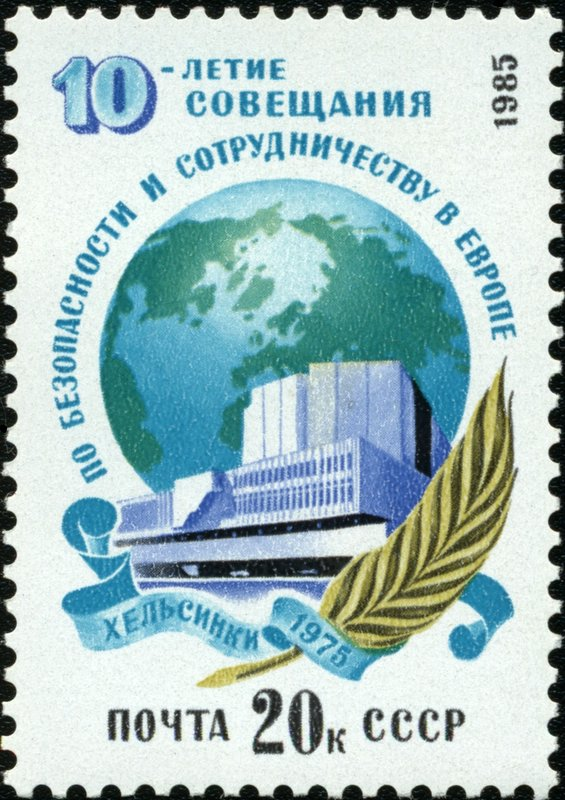
Почтовая марка СССР, 1985 год: 10 лет СБСЕ

Организация нацелена на предотвращение возникновения конфликтов в регионе, урегулирование кризисных ситуаций, ликвидацию последствий конфликтов.
Основные средства обеспечения безопасности и решения основных задач организации:
- «Первая корзина», или политико-военное измерение:
  - контроль над распространением вооружений;
  - дипломатические усилия по предотвращению конфликтов;
  - меры по построению доверительных отношений и безопасности;
- «Вторая корзина», или экономическое и экологическое измерение:
  - экономическая и экологическая безопасность.
- «Третья корзина», или человеческое измерение:[8]
  - защита прав человека;
  - развитие демократических институтов;
  - мониторинг выборов;

Все государства — участники ОБСЕ обладают равным статусом. Решения принимаются на основе консенсуса. Решения не носят юридически обязательного характера, но имеют большое политическое значение.
Штат организации — около 370 человек, занятых в руководящих органах организации, а также около 3500 сотрудников, работающих в полевых миссиях.

## Уголовное преследование
19 сентября 2022 года Верховный суд ЛНР по обвинению в государственной измене приговорил двух сотрудников Специальной мониторинговой миссии ОБСЕ к 13 годам заключения.
Первый — Дмитрий Шабанов, по утверждению властей ЛНР, будучи ассистентом Стахановской передовой патрульной базы миссии ОБСЕ, занимался сбором материалов о передвижениях военной техники и личного состава НМ ЛНР и передавал эту информацию «резиденту ЦРУ на Украине». Утверждается, что для этого использовалось «специализированное программное обеспечение», предоставленное СММ ОБСЕ.
Второй — Михаил Петров, был переводчиком и, по утверждению стороны ЛНР, передал «американскому куратору», который работал замглавы миссии ОБСЕ в Луганске, сведения о 2-м армейском корпусе НМ ЛНР, составляющие «государственную тайну».

## Комментарии
1. ↑  Прежнее название организации — «Совеща́ние по безопа́сности и сотру́дничеству в Евро́пе» (СБСЕ) — (CSCE: англ. Conference for Security and Cooperation in Europe, фр. Conférence sur la sécurité et la coopération en Europe).